# Sidney Frank

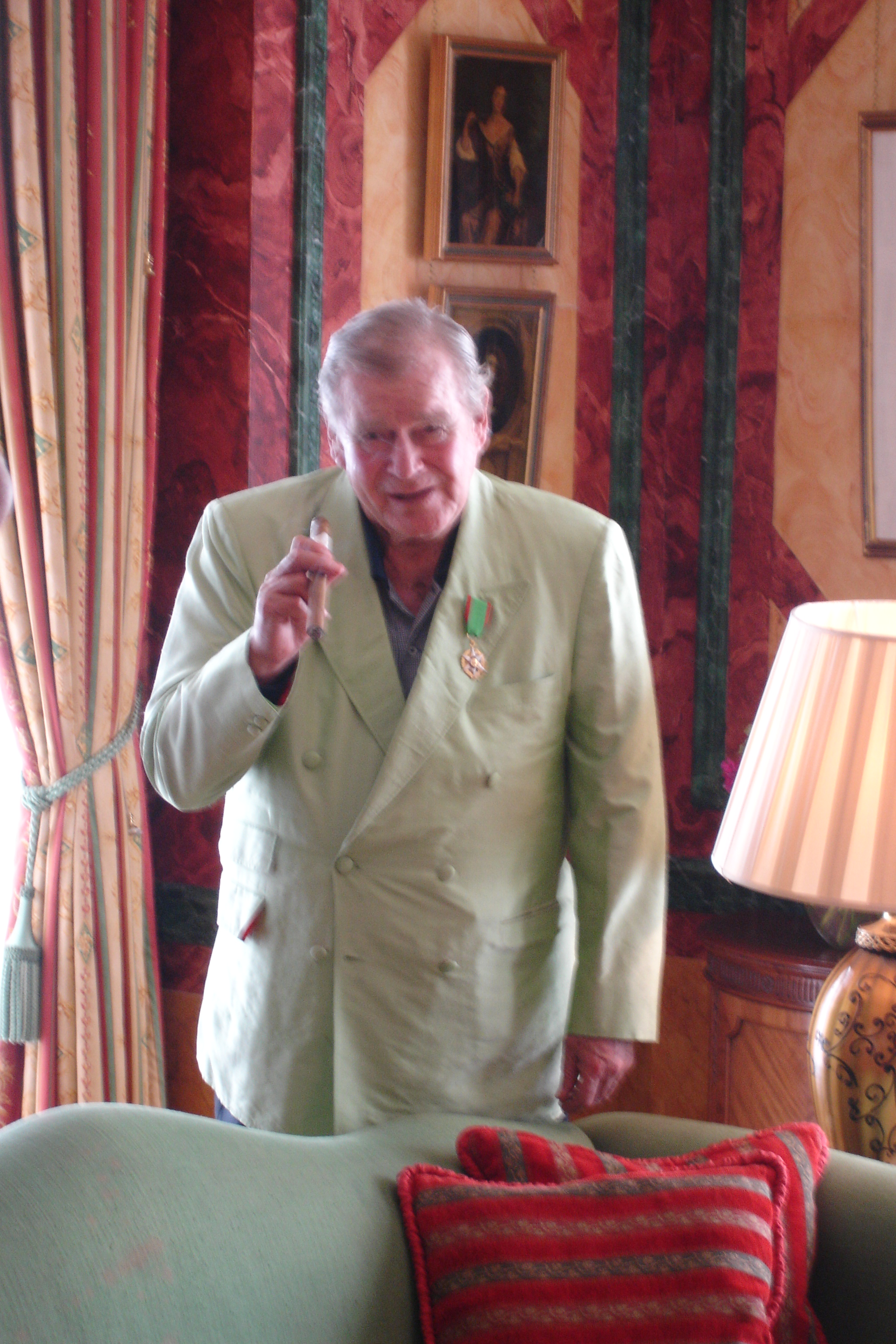
Sidney Frank, 2005

Sidney Edward Frank (* 2. Oktober 1919 in Montville, Connecticut, USA; † 10. Januar 2006 in New York, NY) war ein US-amerikanischer Spirituosenhändler, Kunstsammler und Philanthrop.
Sidney wurde durch Grey Goose (Wodka) und Jägermeister zum Milliardär.
Er wuchs in Norwich auf und graduierte 1937 an der Norwich Akademie. Später ging er auf die Brown University, musste diese jedoch nach einem Jahr verlassen, da er sich die Studiengebühren nicht mehr leisten konnte. Während des Zweiten Weltkrieges arbeitete er für Pratt and Whitney als Mechaniker. 1972, nach dem Tod seiner ersten Ehefrau, gründete er die Sidney Frank Importing Company in New York und fing mit dem Handel von Spirituosen an. Sein erster Erfolg war die Brandy-Marke Jacques Cardin, die er 1979 von Seagram kaufte. In den 1980er-Jahren importierte er Jägermeister und hatte damit sensationellen Erfolg. 1992 hatte er mit Grey Goose Wodka Erfolg und verkaufte die Marke später für 2 Milliarden US-Dollar an Bacardi.